# Syneches xui
Syneches xui är en tvåvingeart som beskrevs av Yang och Patrick Grootaert 2004. Syneches xui ingår i släktet Syneches och familjen puckeldansflugor. Inga underarter finns listade i Catalogue of Life.